# Станжицький Олександр Миколайович
Олександр Миколайович Станжицький (20 березня 1963) — український вчений-математик. Доктор фізико-математичних наук, професор. Академік Академії наук вищої школи України з 2008 р.
Народився в с. Чупира Білоцерківського району Київської обл. В 1985 р. закінчив механіко-математичний факультет Київського державного університету ім. Т. Шевченка. В цьому ж році вступив до аспірантури при кафедрі диференціальних рівнянь. З 1987 р. — асистент, з 1995 р. — доцент, а з 2003 р. — завідувач кафедри загальної математики механіко-математичного факультету Київського національного університету ім. Т. Шевченка. Кандидатську дисертацію захистив у 1989 р., докторську — в 2002 р.
Наукові інтереси: теорія звичайних диференціальних рівнянь (якісна теорія стійкості, дослідження інваріантних многовидів; асимптотичне інтегрування систем звичайних диференціальних рівнянь методами нелінійної механіки; обґрунтування схем усереднення Боголюбова); системи різницевих видань; стохастичні системи; теорія оптимального керування.
Автор 70 наукових праць, 1 монографії, 6 навчальних посібників.
Нагороджений багатьма почесними грамотами та дипломами. Має Пам'ятну медаль ім. М. М. Боголюбова «За високий рівень наукових результатів в галузі математичних наук» НАН України.

## Державні нагороди
- Державна премія України в галузі науки і техніки 2012 року — за цикл наукових праць «Дискретні та функціональні методи теорії наближення та їх застосування» (у складі колективу)[2]